# Primera Regional de Cantabria
La Primera Regional de Cantabria es el séptimo nivel del sistema de liga en Cantabria.
Su organización está a cargo de la Real Federación Cántabra de Fútbol.

## Sistema de liga
La liga consiste en un grupo de 18 equipos.
Ascienden directamente a Regional Preferente los tres primeros clasificados, mientras que descienden a Segunda Regional los tres últimos clasificados.

## Equipos temporada 2023-24

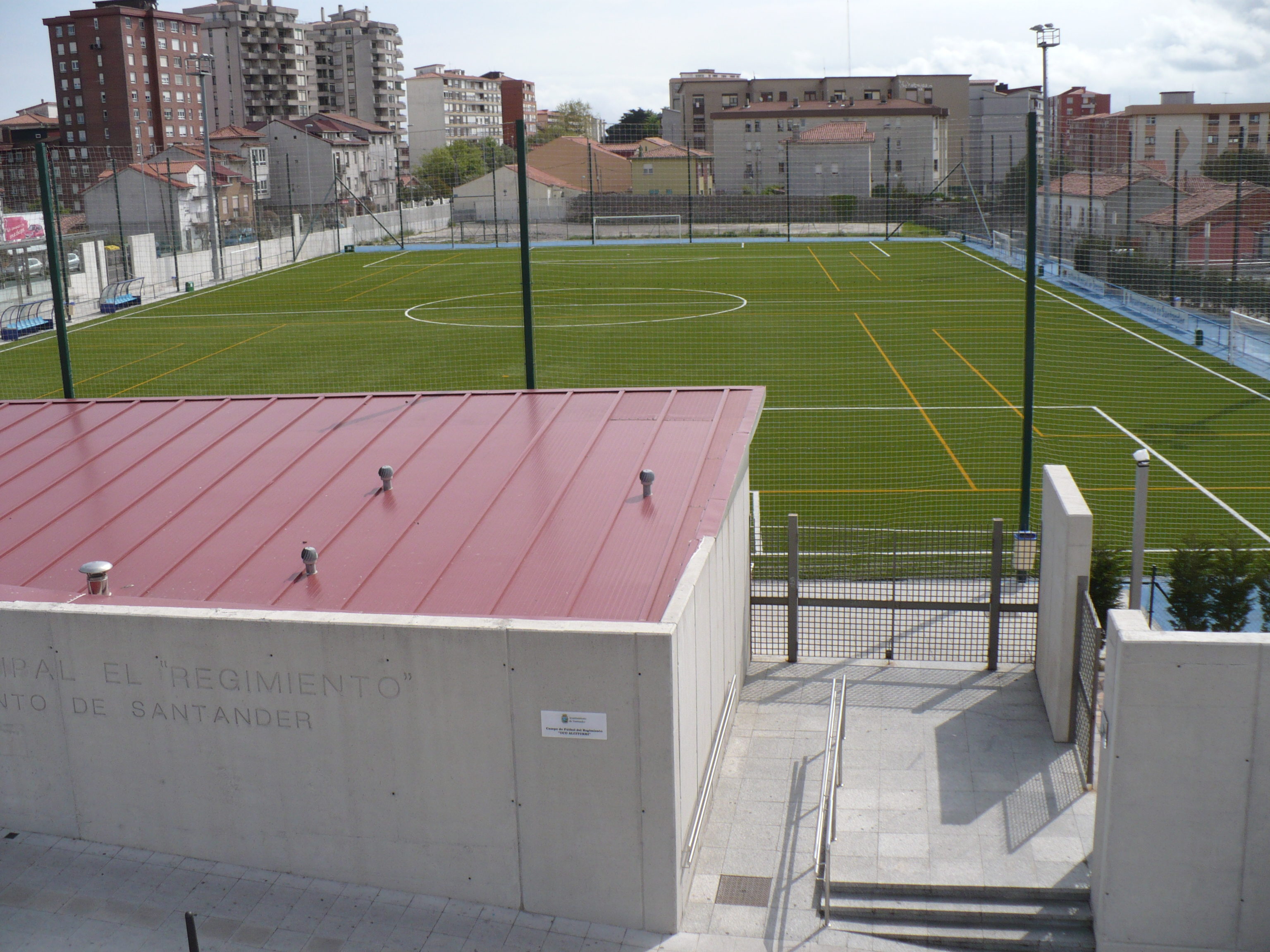
Campos del Regimiento, del CD Los Ríos

- Ampuero F. C.
- C. Atlético España de Cueto
- Por definir
- Ayrón Club
- C. D. Calasanz
- S. D. Nueva Montaña
- Por definir
- Marina de Cudeyo C. F.
- C. D. Ramales
- Minerva C. F.
- C.F. Vimenor "B"
- S. D. Peña Revilla
- F. C. Rinconeda Polanco
- C. D. Río Gándara de Soba
- C. D. E. Santiago Galas
- S. D. Solares-Medio Cudeyo "B"
- U. M. Escobedo "B"
- Por definir

## Clasificación
- Primera Regional en la web de Federación Cántabra de Fútbol
- Primera Regional en iCompeticion Archivado el 4 de marzo de 2016 en Wayback Machine.

## Campeones de Primera Regional de Cantabria
Campeones de la Primera Regional de Cantabria desde la posguerra:
| Temporada | Club campeón                 |
| --------- | ---------------------------- |
| 1940-41   | Torrelavega                  |
| 1941-42   | Rayo Cantabria               |
| 1942-43   | Tanagra                      |
| 1943-44   | Santoña                      |
| 1944-45   | Universo                     |
| 1945-46   | Rayo Cantabria               |
| 1946-47   | Naval                        |
| 1947-48   | Naval                        |
| 1948-49   | Santoña                      |
| 1949-50   | Vimenor                      |
| 1950-51   | Santoña                      |
| 1951-52   | Santoña                      |
| 1952-53   | Barreda                      |
| 1953-54   | Santoña                      |
| 1954-55   | Barreda                      |
| 1955-56   | Laredo                       |
| 1956-57   | Naval                        |
| 1957-58   | Santoña                      |
| 1958-59   | Barreda                      |
| 1959-60   | Unión Club                   |
| 1960-61   | Cult. Guarnizo               |
| 1961-62   | Naval                        |
| 1962-63   | Unión Club                   |
| 1963-64   | Laredo                       |
| 1964-65   | Barreda                      |
| 1965-66   | Santoña                      |
| 1966-67   | Escobedo                     |
| 1967-68   | Buelna y Cult. Guarnizo      |
| 1968-69   | Laredo                       |
| 1969-70   | Barreda                      |
| 1970-71   | Unión Club                   |
| 1971-72   | Laredo                       |
| 1972-73   | Rayo Cantabria               |
| 1973-74   | Unión Club                   |
| 1974-75   | Mioño                        |
| 1975-76   | Vimenor                      |
| 1976-77   | Monte                        |
| 1977-78   | Textil Escudo                |
| 1978-79   | At. España de Cueto          |
| 1979-80   | Buelna                       |
| 1980-81   | Barquereño                   |
| 1981-82   | Toluca                       |
| 1982-83   | Monte                        |
| 1983-84   | At. Peñacastillo             |
| 1984-85   | Reocín                       |
| 1985-86   | At. Deva y Ribamontán al Mar |
| 1986-87   | Torina                       |
| 1987-88   | Ampuero                      |
| 1988-89   | Monte                        |
| 1989-90   | Parayas                      |
| 1990-91   | Buelna                       |
| 1991-92   | San Agustín                  |
| 1992-93   | Gimnástica de Torrelavega B  |
| 1993-94   | At. La Albericia             |
| 1994-95   | Miengo                       |
| 1995-96   | Dep. Rayo Cantabria          |
| 1996-97   | Torina                       |
| 1997-98   | San Justo                    |
| 1998-99   | Monte                        |
| 1999-2000 | Buelna                       |
| 2000-01   | Minerva                      |
| 2001-02   | Siete Villas                 |
| 2002-03   | Reocín B y Selaya            |
| 2003-04   | Santoña y Reocín B           |
| 2004-05   | Buelna y Selaya              |
| 2005-06   | At. España de Cueto          |
| 2006-07   | Rinconeda                    |
| 2007-08   | Colindres                    |
| 2008-09   | Barquereño                   |
| 2009-10   | Noja B                       |
| 2010-11   | Torina                       |
| 2011-12   | Montañas del Pas             |
| 2012-13   | Solares                      |
| 2013-14   | EMF Reocín                   |
| 2014-15   | Internacional                |
| 2015-16   | Monte                        |
| 2016-17   | Cartes                       |
| 2017-18   | Barquereño                   |
| 2018-19   | Villaescusa                  |

## Otras Ligas
| 1ª | Primera División de España       |  |
| 2ª | Segunda División de España       |  |
| 3ª | Segunda División B de España     |  |
| 4ª | Tercera División de España       |  |
| 5ª | Regional Preferente de Cantabria |  |
| 7º | Segunda Regional de Cantabria    |  |

- Datos: Q11700510